# Burgkapelle Hocheppan

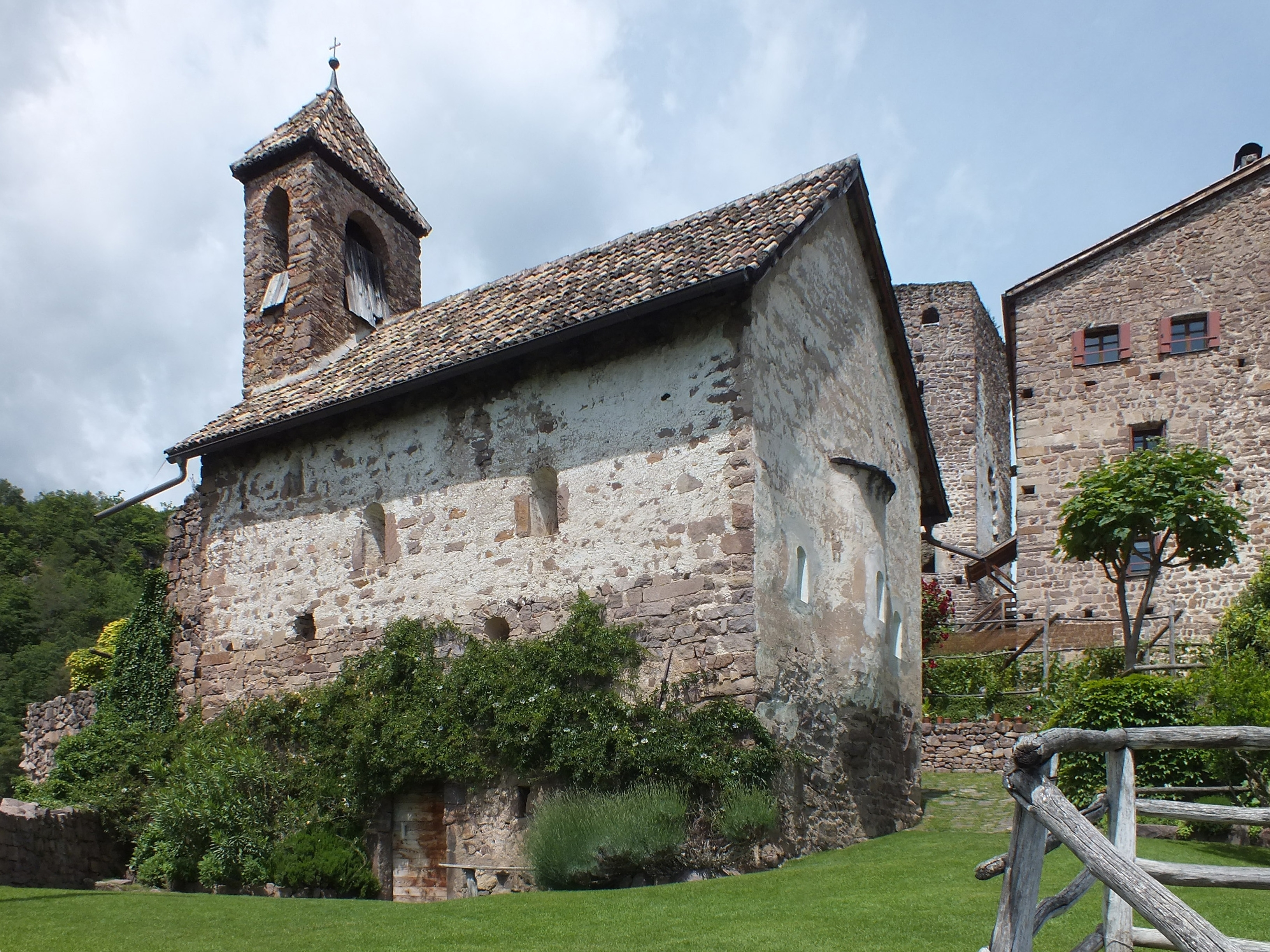
Die Burgkapelle Hocheppan von Süden

Die Burgkapelle St. Katharina befindet sich auf Burg Hocheppan in der zur Gemeinde Eppan gehörenden Fraktion Missian in Südtirol, südwestlich von Bozen. Sie besitzt einen der wertvollsten romanischen Freskenzyklen des Landes.

## Geschichte
Laut der Bozner Chronik wurde eine Eppaner Kapelle am 29. Juni 1131 durch Bischof Altmann von Trient geweiht, wobei nicht klar ist, ob es sich um die heutige Burgkapelle oder eine sonstige Kapelle im Eppaner Gemeindegebiet handelt. Die Hocheppaner Kapelle stammt baulich jedenfalls noch aus dem 12. Jahrhundert und wurde sekundär in die erst kurz nach 1200 errichtete Burganlage einbezogen. Der Kirchenbau wurde mit einem romanischen Freskenzyklus ausgemalt, wohl in der Friedenszeit unter Bischof Friedrich von Wangen (1207–1218). Nach dem Aussterben der Grafen von Eppan mit Graf Gottschalk im Jahre 1300 war die Burg kein Stammsitz mehr und verfiel zusehends unter wechselnden Besitzern und Verwaltern. Lediglich die Kapelle wurde durch Kirchgänger und Nachbarn längere Zeit inmitten der verfallenden Mauern instand gehalten. Doch 1738 gab es nur mehr einmal im Jahr, am Tag der Kirchenpatronin Katharina eine Messe mit Predigt. Im 19. Jahrhundert diente das Gebäude sogar als Stadel für die Pächterfamilie. 1912 erwarb Sighart Graf Enzenberg die Ruine. Giuseppe Gerola legte die Fresken der Kirche erstmals zur Gänze frei und reinigte sie in Zusammenarbeit mit dem Denkmalamt. Die Renovierung 1965–1968, bei der umfangreiche Sicherungsvorkehrungen und Freilegungsarbeiten durch die Sopraintendenza ai monumenti unter Nicolò Rasmo vorgenommen wurden, schufen den heutigen Zustand. Die Burgkapelle steht wie die ganze Burg unter Denkmalschutz.

## Baubeschreibung
Die Burgkapelle liegt am südlichen Ende des ältesten Burghofes und war ursprünglich mit dem Palas verbunden. Heute steht sie frei und misst 7,70 m in der Länge, 4,40 m in der Breite und ist 4,30 m hoch. Der einfache Rechteckraum besitzt im Osten drei Apsiden, von denen die mittlere etwas vorkragt. An der Südwand befinden sich zwei schmale romanische Bogenfenster; ebenso ist in jeder Apsis ein Fenster gebrochen. Der frühere Zugang auf die Empore auf der Westseite wurde ebenfalls in ein Fenster umgewandelt. Der heutige Zugang erfolgt über ein einfaches Rechteckportal an der Nordseite. Im 16. Jahrhundert wurde im Westen ein kleiner Dachreiter aufgesetzt. Unter der Kirche befindet sich ein überwölbter Raum, dessen Bestimmung unbekannt ist. Die ursprüngliche flache Decke, die Empore, das Gestühl und die Altarschranken sind nicht erhalten.

## Fresken

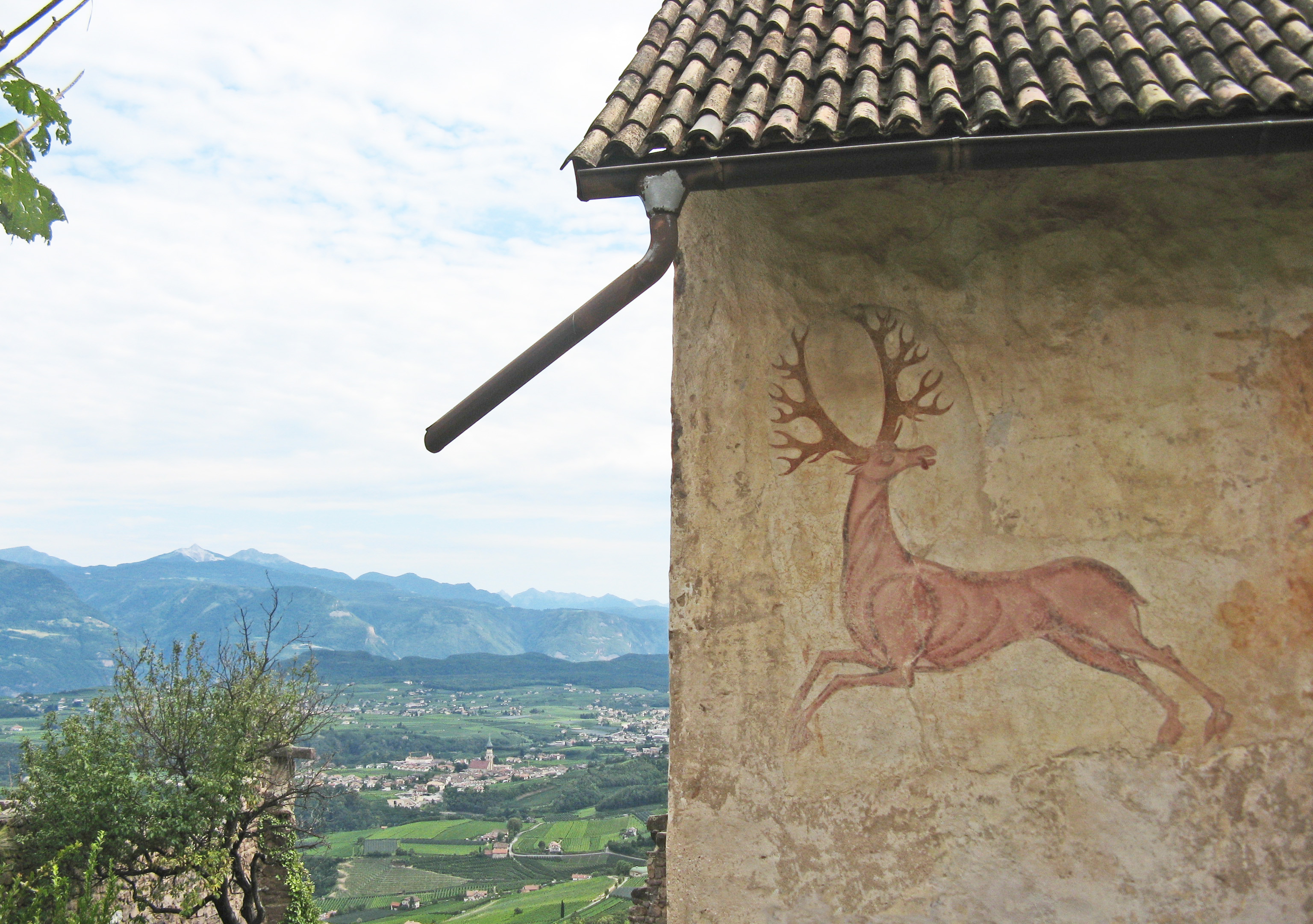
Fresko an der Nordseite der Kapelle und Blick auf St. Pauls

Die wertvollen Fresken stammen aus der zweiten Bauperiode Anfang des 13. Jahrhunderts und wurden einheitlich von einer zusammenarbeitenden Werkstatt geschaffen. Lediglich die Reste eines Christophorus-Freskos rechts neben der Tür an der Außenwand sind älter und entstammen wohl noch dem 12. Jahrhundert, wie Stilvergleiche mit Fresken in Friesach und Pürgg wahrscheinlich machen.
An der Außenwand im Norden wird das ältere Christophorus-Fresko von einer Darstellung der Kreuzigung Christi teilweise überdeckt. Die Szene über der Tür ist quadratisch und stellt neben Christus am Kreuz Maria und Johannes sowie zwei römische Soldaten mit Lanze und Essigschwamm dar. Die linke Wand wird von einem reitenden Jäger und einem springenden Hirsch eingenommen, der einzigen profanen Wandmalerei Tirols aus dieser Zeit. Im 16. Jahrhundert wurde die Szene übermalt und die Darstellung eines hl. Georg daraus gemacht; über die jagenden Hunde wurde ein Drachen gemalt. Als in späteren Jahrhunderten die Übermalung abbröckelte und die Hunde wieder zum Vorschein kamen, entstanden volkstümliche Deutungen des Bildes, die darin Dietrich von Bern, den Anführer der wilden Jagd sehen wollten, der zur Hölle fährt. Die außergewöhnliche Darstellung
besitzt große künstlerische Qualität und Bedeutung.
Das Innere der Kirche ist in drei übereinanderliegenden Zonen ausgemalt. Die unterste Zone von etwa 1 Meter Höhe besteht aus Dekorationsmalerei, bei der Marmorinkrustationen, Rosetten und an der Altarwand Tücher nachgeahmt werden. Weiters sind unter der Mittelapsis seitlich die Figuren eines mit Schwert und Schild bewaffneten Kentauren und eines auf einem Greifen reitenden Ritters mit Schwert und Lanze dargestellt. An der Nordwand sind kämpfende Ritter und Löwen zu sehen.
In die mittlere Zone fallen die Vertiefungen der Apsiden. Dort ist in der Kalotte der Mittelapsis eine thronende Maria mit Kind und zwei anbetenden Engeln zu sehen. Durch ein Blattfries ist die darunter liegende Szene der klugen und der törichten Jungfrauen abgegrenzt. In der Mitte befand sich die Figur von Christus, die großteils durch ein ausgebrochenes Fenster zerstört ist. Die klugen Jungfrauen auf der linken Seite tragen volle Ölgefäße und eine einfache, fast klösterliche Tracht. Die törichten Jungfrauen rechts hingegen sind prächtig in modische gemusterte Gewänder mit Pelzbesatz gehüllt, tragen lange geflochtene Zöpfe und ihre Gefäße sind leer. Während sie vor einer verschlossenen Türe stehen, ist bei den klugen Jungfrauen noch Kopf und segnende Hand von Christus zu erkennen. Die Malereien der Mittelapsis bilden zusammen mit dem Jäger an der Außenwand den künstlerischen Höhepunkt der Kirche. In der rechten Apsis sieht man über dem Fenster Christus, der den Aposteln Petrus und Paulus an den Seiten Schlüssel und Schriftrolle reicht. In der linken Apsis ist über dem Fenster das Lamm Gottes dargestellt, rechts Johannes der Seher, der es visionär schaut und links Johannes der Täufer, der auf das Lamm hinweist. Der Täufer trägt einen auffallenden Fellmantel in bunten Farben.
In der oberen Zone über den Apsiden thront Christus in Halbfigur sitzend; sein Kopf ist leider nicht mehr erhalten. Rechts und links von ihm sitzen die zwölf Apostel, jeweils drei an der Ostwand und weitere drei anschließend an Nord- und Südwand. Die Throne der Apostel sind kunstvoll gestaltet; ihre geschweiften Lehnen enden in Tierköpfen, die Throne sind mit gemusterten Stoffen überzogen. Die einzelnen Apostel werden durch schmale Säulen mit Blattkapitellen voneinander abgetrennt, die einen Mäanderfries über den Dargestellten tragen.
In der oberen Zone an der Südwand neben den Aposteln beginnt ein Freskenzyklus mit dem Leben Christi. Er beginnt mit der Verkündigung an Maria, gefolgt von Mariä Heimsuchung. Eine breitere Szene nimmt die Geburt Christi ein. Sie ist in byzantinischer Tradition gegeben mit der liegenden Maria, darüber das Christkind in der Krippe, links Josef. Maria wendet sich wie im Gespräch einer weiteren Figur zu, einer Frau, die aus einem großen Tiegel über offenem Feuer einen Knödel herausnimmt und kostet, der sogenannten Knödelesserin, der ältesten Darstellung der Knödel in Südtirol. Daran schließt sich rechts die Verkündigung an die Hirten an, denen von links oben ein Engel erscheint. Auffallend ist im Zentrum die Darstellung eines aufrecht stehenden Geißbocks, der einen Strauch abweidet. An der Westwand schließt sich die schlecht erhaltene Szene der Anbetung der Heiligen drei Könige an. Der Zyklus setzt sich an der Nordwand fort mit der Befragung der Könige durch König Herodes, Traum und Flucht der Könige, und endet mit dem Bethlehemitischen Kindermord.
Die Fortsetzung des Zyklus beginnt wieder an der Südwand in der mittleren Zone. Der Flucht nach Ägypten folgt die Darstellung im Tempel und die Taufe Christi im Jordan. In einer sehr breiten Szene ist die Hochzeit zu Kana zu sehen, wobei hier die Hochzeitsgäste an der Tafel sehr realistisch wiedergegeben sind. An der Westwand ist die Darstellung des Einzugs Christi in Jerusalem beschädigt. Es schließt sich an der Nordwand  die sehr beschädigte Gefangennahme Christi an, dann die Dornenkrönung, Geißelung, Kreuzigung, Kreuzabnahme und die Frauen am Grab. Die Bildstreifen sind oben und unten durch einfache Mäander voneinander getrennt.
Die Fresken verbinden höfische Vornehmheit, wie bei den törichten Jungfrauen, bei der Verkündigungsszene oder zahlreichen Details, mit volkstümlichem Realismus, etwa bei der Knödelesserin oder den tafelnden Hochzeitsgästen. Stilistisch trifft sich in ihnen die österreichische Kunst der Romanik mit jener Oberitaliens, wobei unübersehbar byzantinischer Einfluss zu erkennen ist, der wohl über Salzburg oder Venedig vermittelt wurde. Verwandte Zyklen gibt es in St. Zeno in Sommacampagna und in der Krypta von Aquileia, im Lande selbst können die Fresken in Taufers im Münstertal oder Marienberg verglichen werden.

Fresken im Innern
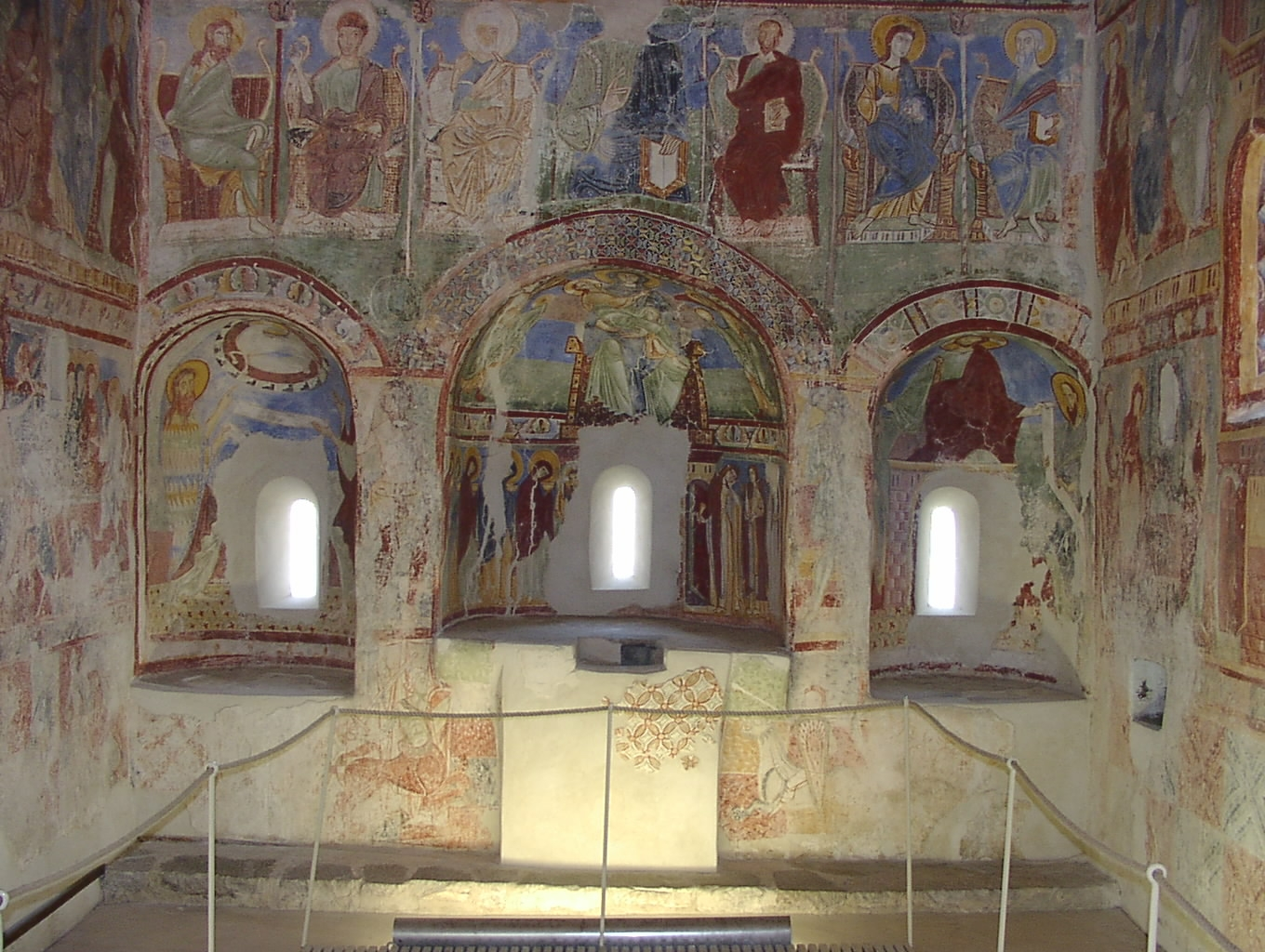
Die drei Apsiden an der Ostwand
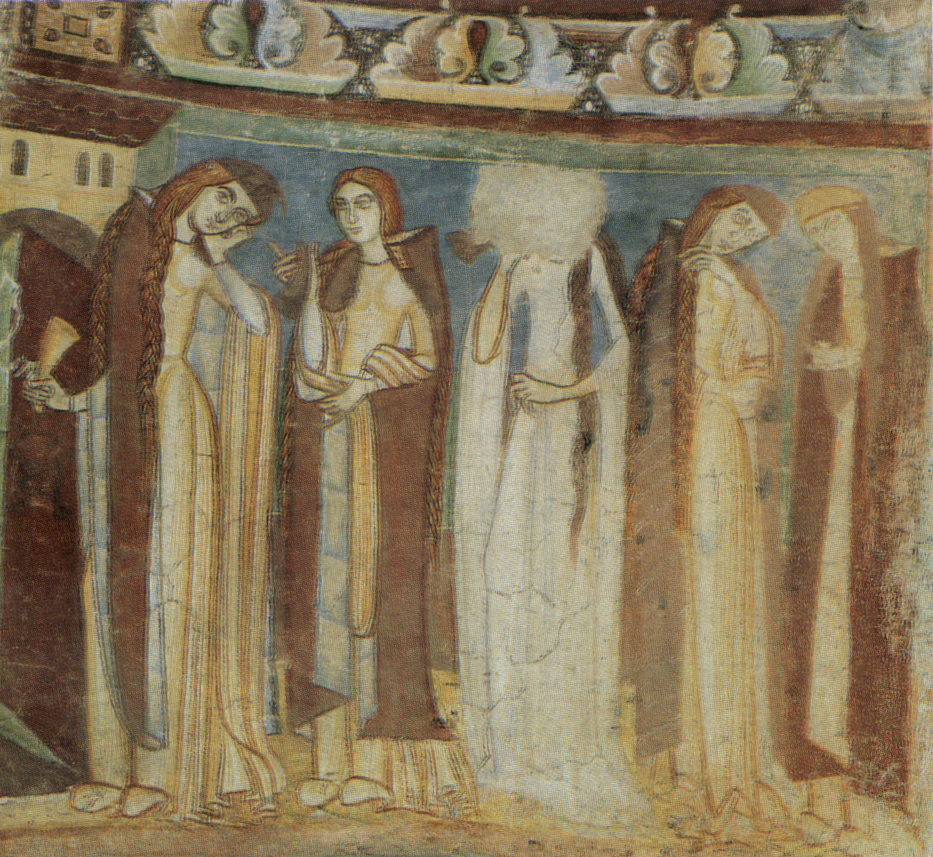
Die törichten Jungfrauen aus der Mittelapsis
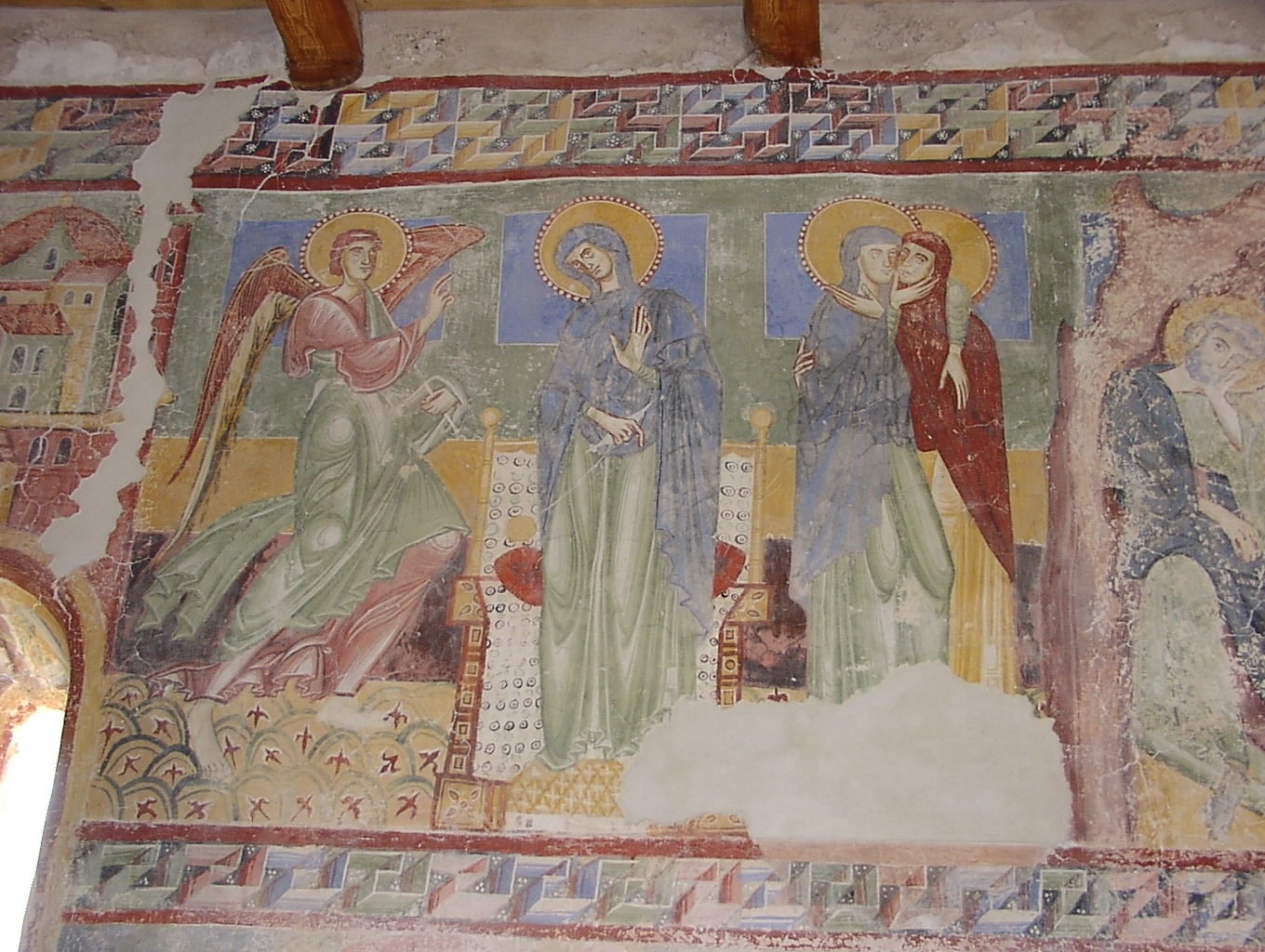
Verkündigung und Heimsuchung an der Südwand
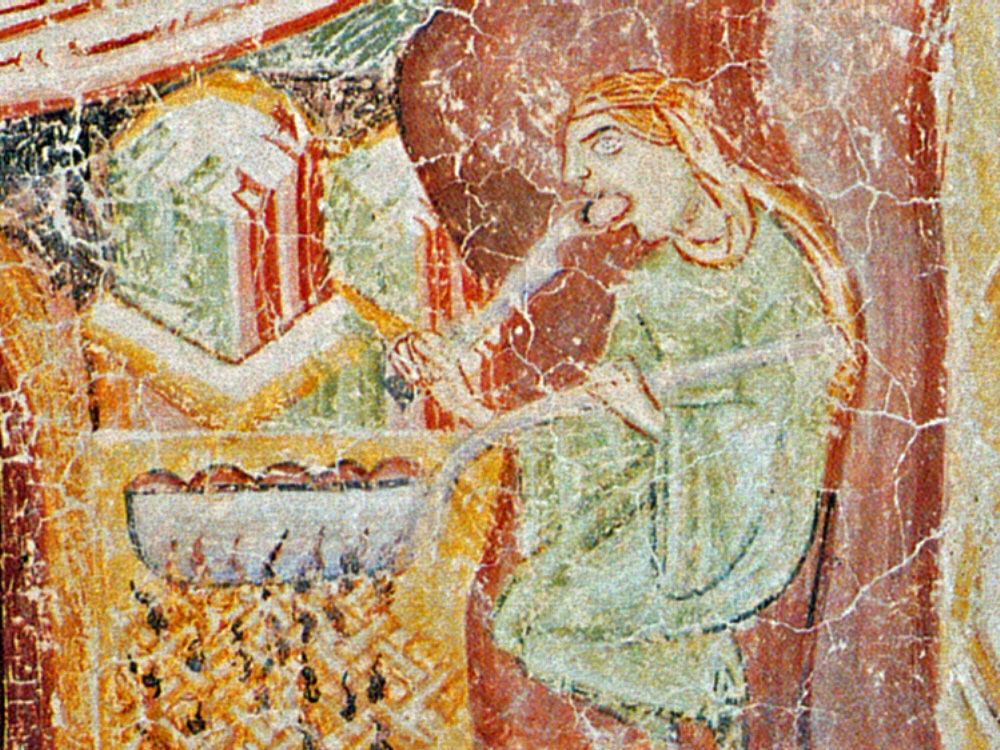
Die Knödelesserin
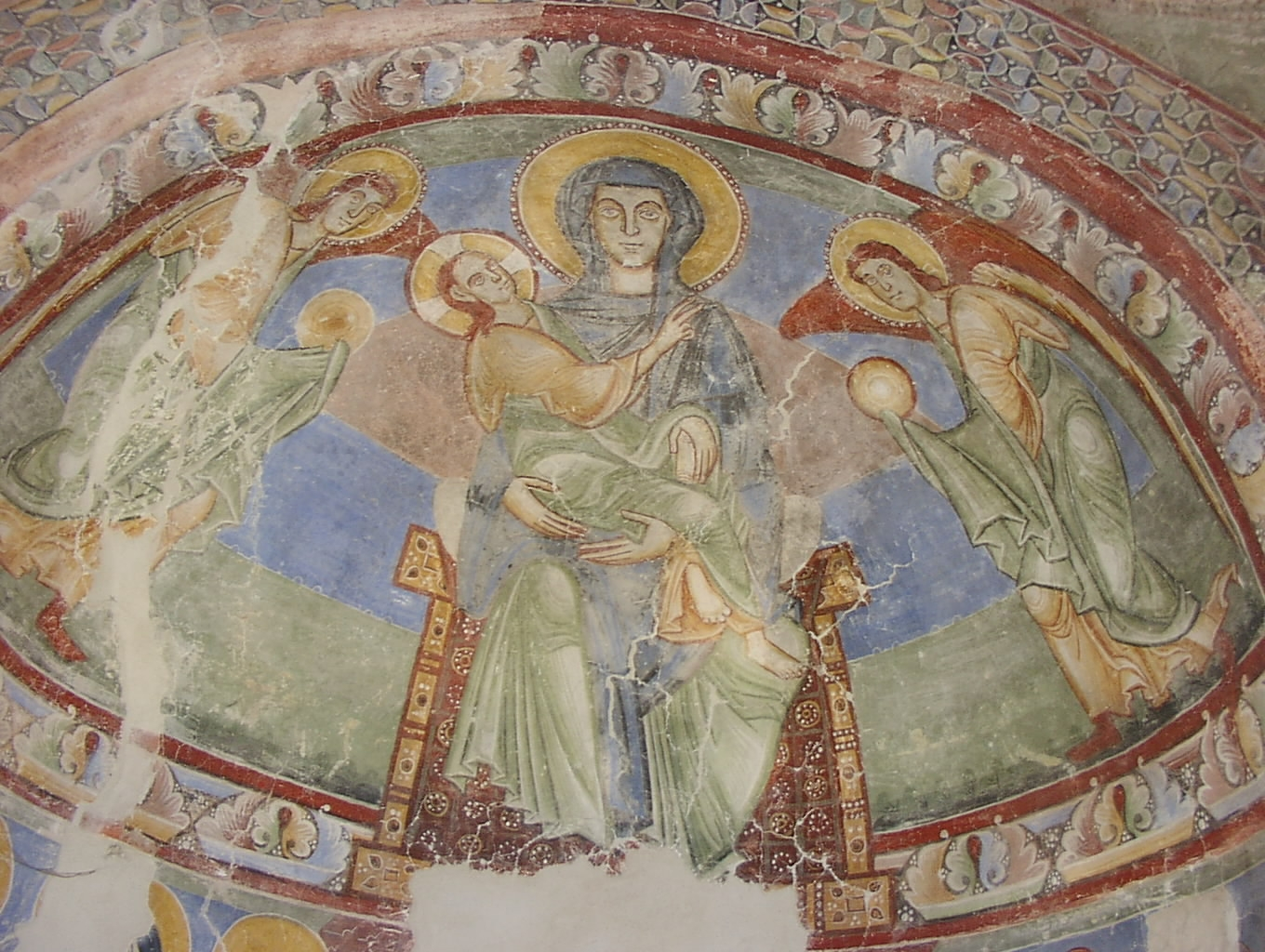
Jungfrau Maria mit Jesuskind